# Busto di Neferefra
Il busto di Neferefra è una statua proveniente dalla piramide incompleta attribuita al faraone Neferefra, sovrano della V dinastia; è custodito al Museo egizio de Il Cairo.

## Storia e descrizione
Realizzato nel periodo del Antico Regno, di cui è considerato uno dei maggiori esempi di scultura egizia, il busto dei Neferefra venne ritrovato in frammenti, in tre punti diversi della piramide del faraone ad Abusir, tra il 1984 e il 1985 durante gli scavi archeologici condotti dell'università Carolina di Praga.
Realizzata in pietra calcarea rosa, la statua mostra Neferefra seduto su un trono, anche se questo è mancante: il faraone è raffigurato con una parrucca corta nera e baffi disegnati tra la bocca e il naso, quest'ultimo parzialmente danneggiato; in origine portava una barba cerimoniale e sulla fronte, di cui rimane il foro, un ureo, entrambi andati perduti. Dietro la testa è posto un falco, simbolo di Horus, che in ogni artiglio indossa uno shen. Il faraone è a petto nudo; nella mano destra stringe un bastone mentre il braccio sinistra manca completamente, così come la parte inferiore de corpo, di cui si conservano le ginocchia, da cui si deduce che indossasse uno shendit, e il piede destro. Sulla base è incisa la scritta Il re dell'Alto e del Basso Egitto Neferefra, per l'eternità. Sono presenti anche un frammento del trono e un altro non identificato.